# KPRG
KPRG (Public Radio for Guam) ist eine Public Radio Station aus Hagåtña, Guam. Sie sendet seit 1994 die Programme des National Public Radio, American Public Radio und von Public Radio International. Daneben werden auch Programme von Native Voice One übertragen. Die Studios befinden sich auf dem Campus der University of Guam in Mangilao.
KPRG sendet auf 89,3 MHz mit 9,2 kW.